# Соловйовка (Сахалінська область)
Соловйовка (рос. Соловьёвка) — село у Корскаковському міському окрузі Сахалінської області Російської Федерації.
Населення становить 1010 осіб (2013).

## Історія
З 1905 по 3 вересня 1945 року у складі губернаторства Карафуто Японії, відтак у складі Корсаковського міського округу Сахалінської області.

## Населення
| 1925 | 1935  | 2002  | 2010  | 2013  |
| ---- | ----- | ----- | ----- | ----- |
| 1238 | ↗1474 | ↘1439 | ↘1059 | ↘1010 |